# Miss Universo 1978
Miss Universo 1978, la 27.ª edición del concurso de belleza Miss Universo, se llevó a cabo en el Centro Internacional Acapulco en Acapulco, Guerrero, México, el lunes 24 de julio.
Setenta y cinco concursantes, representantes de igual número de países y territorios, compitieron en esta versión del certamen que por cuarta vez se realizó en Latinoamérica. Al final del evento, Janelle Commissiong, Miss Universo 1977, de Trinidad y Tobago, coronó como su sucesora a Margaret Gardiner, de Sudáfrica. Elegida por un jurado de once personas, la ganadora, una modelo de 18 años, se convirtió en la primera representante de su país en obtener el título de Miss Universo.
Este fue el duodécimo concurso animado de forma consecutiva por el presentador de televisión estadounidense Bob Barker. Como comentarista, actuó la actriz Helen O'Connell. El entretenimiento estuvo a cargo del artista Robert Goulet y del grupo Violines Mágicos de Villafontana. El programa fue transmitido vía satélite por la cadena estadounidense CBS en colaboración con Televisa y fue visto en directo en gran parte del mundo. 
El concurso de 1978 contó con la particularidad de que los votos electrónicos del jurado aparecieron por primera vez en la pantalla de los televisores de los televidentes.

## Antecedentes

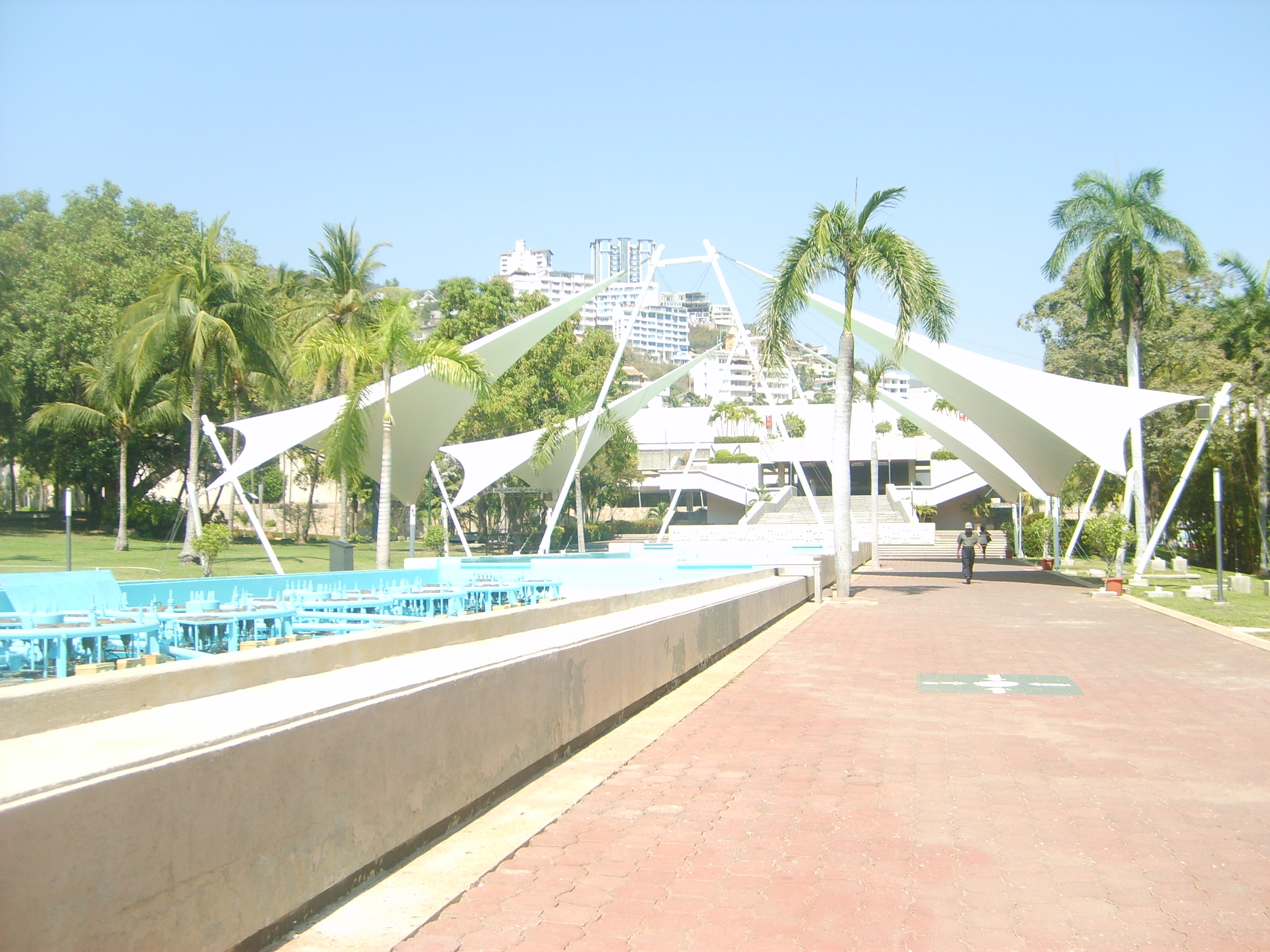
Centro Internacional Acapulco, recinto sede de Miss Universo 1978

### Sede y fecha
En una declaración realizada por Griff O'Neill de Miss Universe Inc. en octubre de 1976, se señaló que Singapur era una de las posibles sedes para el concurso de Miss Universo en 1978. El Consejo de promoción turística de Singapur declaró que, aunque estaban interesados en organizar Miss Universo o Miss Mundo por razones promocionales, también estaban evaluando si los costos se ajustarían a los beneficios promocionales que recibirían y su importancia.
Dos meses después del anuncio de que Miss Universo 1977 tendría lugar en la República Dominicana, Guillermo Rossell de la Lama, secretario de Turismo de México, declaró el 9 de marzo de 1977 que el concurso de Miss Universo 1978 se llevaría a cabo en México. Esto marcó la cuarta ocasión en que Miss Universo se organizó en América Latina.

### Selección de candidatas

#### Reemplazos
Andrea Eng, quien fue la primera finalista en el concurso de Miss Canadá 1977, fue designada para representar a Canadá después de que, según informes, Catherine Swing, la titular original, se retirara de su papel para casarse. Sin embargo, posteriormente se reveló que la decisión de Swing se debió a obligaciones previas en Toronto. Brigitte Konjovic, primera finalista de Miss Francia 1978, fue designada representante francesa después de que Pascale Taurua, la titular original, decidiera regresar a su ciudad natal en Nueva Caledonia.

#### Debuts, regresos y retiros
Esta edición marcó el debut de Lesoto y las Nuevas Hébridas, así como el regreso de Bonaire, Guatemala, Marruecos, San Vicente y Turquía. San Vicente había competido por última vez en 1964, Bonaire en 1969, Marruecos en 1975 y tanto Guatemala como Turquía en 1976. Mientras que Antigua, Guadalupe, Guayana Francesa, Haití, Indonesia, las Islas Vírgenes Británicas, Liberia, Mauricio, San Cristóbal, San Martín, Santa Lucía y Yugoslavia se han retirado de esta edición.

## Resultados

### Clasificación final
La ganadora, las cuatro finalistas y las semifinalistas fueron las siguientes candidatas:
| Posición           | Concursante |
| ------------------ | --- |
| Miss Universo 1978 | - Sudáfrica - Margaret Gardiner |
| 1.ª finalista      | - Estados Unidos - Judi Andersen |
| 2.ª finalista      | - España - Guillermina Ruiz |
| 3.ª finalista      | - Colombia - Shirley Sáenz |
| 4.ª finalista      | - Suecia - Cecilia Rodhe |
| Semifinalistas     | - Bélgica - Françoise Moens - Chile - Mary Anne Müller - Israel - Dorit Jellinek - México - Alba Margarita Cervera - Irlanda - Lorraine Enriquez - Perú - Olga Zumarán - Holanda - Karen Gustafsson |

### Premios especiales
Los premios de Traje nacional, Miss Simpatía y Miss Fotogénica fueron otorgados a las siguientes naciones y candidatas:
| Premio          | Premio          | Concursante                           |
| --------------- | --------------- | ------------------------------------- |
| Traje nacional  | Ganadora        | - India - Alamjeet Kaur Chauhan       |
| Traje nacional  | 2.º lugar       | - Corea del Sur - Jung-eun Shon       |
| Traje nacional  | 3.er lugar      | - Malasia - Yasmin Yussuf             |
| Miss Simpatía   | Miss Simpatía   | - Trinidad y Tobago - Sophia Titus    |
| Miss Fotogénica | Miss Fotogénica | - Costa Rica - Maribel Fernández (19) |

## Puntajes oficiales

### Competencia semifinal
Según el orden en el que las doce semifinalistas fueron anunciadas, sus puntajes oficiales fueron los siguientes:
| País           | Promedio preliminar | Entrevista | Traje de baño | Traje de noche | Promedio semifinal |
| -------------- | ------------------- | ---------- | ------------- | -------------- | ------------------ |
| Irlanda        | ¿?                  | 3.889 (12) | 3.800 (9)     | 4.756 (8)      | 4.148 (10)         |
| Sudáfrica      | ¿?                  | 6.791 (3)  | 6.590 (4)     | 6.373 (5)      | 6.585 (4)          |
| Israel         | ¿?                  | 5.260 (8)  | 4.280 (8)     | 4.945 (7)      | 4.828 (8)          |
| España         | ¿?                  | 6.500 (5)  | 6.870 (3)     | 7.545 (1)      | 6.972 (3)          |
| Holanda        | ¿?                  | 3.911 (11) | 2.890 (12)    | 3.573 (11)     | 3.458 (12)         |
| México         | ¿?                  | 5.320 (7)  | 3.260 (11)    | 4.145 (10)     | 4.242 (9)          |
| Suecia         | ¿?                  | 7.518 (2)  | 7.300 (2)     | 7.355 (3)      | 7.391 (2)          |
| Estados Unidos | ¿?                  | 8.155 (1)  | 7.855 (1)     | 7.482 (2)      | 7.831 (1)          |
| Colombia       | ¿?                  | 6.645 (4)  | 6.282 (6)     | 6.545 (4)      | 6.491 (5)          |
| Bélgica        | ¿?                  | 6.230 (6)  | 6.364 (5)     | 5.709 (6)      | 6.101 (6)          |
| Perú           | ¿?                  | 4.422 (10) | 3.718 (10)    | 3.573 (12)     | 3.904 (11)         |
| Chile          | ¿?                  | 5.073 (9)  | 5.064 (7)     | 4.536 (9)      | 4.891 (7)          |

Las cinco finalistas fueron anunciadas en el siguiente orden: Sudáfrica, España, Suecia, Estados Unidos y Colombia.

## El concurso

### Formato
Se seleccionaron doce semifinalistas mediante una competición preliminar y entrevistas a puerta cerrada. Las semifinalistas respondieron preguntas en una breve entrevista en el escenario con el presentador, Bob Barker, y participaron en la competencia de trajes de baño y de noche. Después, se les hizo la misma pregunta final a las cinco finalistas, y se anunciaron los resultados.

### Panel de jueces
El panel de jueces estuvo conformado por las siguientes once personas:
- Ursula Andress, actriz de cine y símbolo sexual de los años 1960
- Roberto Cavalli, diseñador de moda
- Miloš Forman, actor, director, guionista y profesor de cine
- Christiane Martel, Miss Francia 1953, Miss Universo 1953 y actriz de cine
- David Merrick, productor de teatro
- Anna Moffo, soprano
- Melba Moore, actriz y cantante de R&B
- Mario Moreno (Cantinflas), actor
- Line Renaud, actriz y cantante
- Dewi Sukarno, socialite
- Wilhelmina, modelo

## Concursantes
Las candidatas al título de Miss Universo 1978 fueron las siguientes:
| País/Territorio                      | Candidata                | Edad | Procedencia         |
| ------------------------------------ | ------------------------ | ---- | ------------------- |
| Alemania Occidental                  | Eva-Marie Gottschalk     | 26   | Berlín              |
| Argentina                            | Delia Muñoz              | 17   | Buenos Aires        |
| Aruba                                | Margarita Tromp          | –    | Oranjestad          |
| Australia                            | Beverly Pinder           | 23   | Melbourne           |
| Austria                              | Doris Anwander           | 18   | Bregenz             |
| Bahamas                              | Dulcie Millings          | 18   | Nasáu               |
| Barbados                             | Judy Miller              | 20   | Christ Church       |
| Bélgica                              | Françoise Moens          | 18   | Bruselas            |
| Belice                               | Christina Ysaguirre      | 20   | Belmopán            |
| Bermudas                             | Madeline Joell           | 19   | Parroquia de Smith  |
| Bonaire                              | Corinne Hernandez        | –    | Kralendijk          |
| Bolivia                              | Raquel Roca              | –    | Guayaramerín        |
| Brasil                               | Suzana Araújo            | 20   | Dionísio            |
| Canadá                               | Andrea Eng               | 22   | Vancouver           |
| Chile                                | Mary Anne Müller         | 18   | Santiago            |
| Colombia                             | Shirley Sáenz            | 18   | Bogotá              |
| Corea del Sur                        | Son Jung-eun             | 23   | Seúl                |
| Costa Rica                           | Maribel Fernández        | 19   | San José            |
| Curazao                              | Solange de Castro        | 20   | Willemstad          |
| Dinamarca                            | Anita Heske              | –    | Copenhague          |
| Ecuador                              | Mabel Ceballos           | –    | Guayaquil           |
| El Salvador                          | Iris Mazorra             | 18   | San Salvador        |
| Escocia                              | Angela McLeod            | 20   | Cupar               |
| España                               | Guillermina Ruiz         | 21   | Barcelona           |
| Estados Unidos                       | Judi Andersen            | 20   | Honolulu            |
| Filipinas                            | Jennifer Cortes          | 17   | Manila              |
| Finlandia                            | Seija Paakkola           | 19   | Oulu                |
| Francia                              | Brigitte Konjovic        | 18   | París               |
| Gales                                | Elizabeth Ann Jones      | 20   | Welshpool           |
| Grecia                               | Marieta Kountouraki      | –    | Tesalónica          |
| Guam                                 | Mary Sampson             | –    | Mangilao            |
| Guatemala                            | Claudia María Iriarte    | 20   | Ciudad de Guatemala |
| Holanda                              | Karin Gustafsson         | 21   | Róterdam            |
| Honduras                             | Olimpia Velásquez        | 20   | Tegucigalpa         |
| Hong Kong                            | Winnie Chan              | 22   | Kowloon             |
| India                                | Alamjeet Kaur Chauhan    | 23   | Nueva Delhi         |
| Inglaterra                           | Beverly Isherwood        | 19   | Bolton              |
| Irlanda                              | Lorraine Enriquez        | 19   | Dublín              |
| Islandia                             | Anna Björk Eðvards       | –    | Reikiavik           |
| Islas Marianas del Norte             | Julias Concepción        | –    | Saipán              |
| Islas Vírgenes de los Estados Unidos | Barbara Henderson        | –    | Christiansted       |
| Israel                               | Dorit Jellinek           | 19   | Haifa               |
| Italia                               | Andreina Mazzotti        | 21   | Brescia             |
| Japón                                | Hisako Manda             | 20   | Osaka               |
| Lesoto                               | Joan Libuseng Khoali     | –    | Maseru              |
| Líbano                               | Reine Semaan             | 17   | Beirut              |
| Malasia                              | Yasmin Yusoff            | 22   | Kuala Lumpur        |
| Malta                                | Pauline Farrugia         | 22   | Żebbuġ              |
| Marruecos                            | Majida Tazi              | –    | Rabat               |
| México                               | Alba Cervera             | 19   | Mérida              |
| Nicaragua                            | Claudia Herrera          | –    | Masaya              |
| Noruega                              | Jeanette Aarum           | 19   | Oslo                |
| Nueva Zelanda                        | Jane Simmonds            | 21   | Auckland            |
| Nuevas Hébridas                      | Christine Spooner        | –    | Espíritu Santo      |
| Panamá                               | Diana Conte              | 21   | Ciudad de Panamá    |
| Papúa Nueva Guinea                   | Angelyn Muta Tukana      | 21   | Bougainville        |
| Paraguay                             | Rosa María Duarte        | 26   | Asunción            |
| Perú                                 | Olga Zumarán             | 19   | Lima                |
| Puerto Rico                          | Ada Perkins              | 18   | San Juan            |
| República Dominicana                 | Raquel Jacobo            | 17   | San Cristóbal       |
| Reunión                              | Evelyn Pongérard         | –    | La Possession       |
| Samoa Americana                      | Palepa Sio Tauliili      | –    | Pago Pago           |
| San Vicente                          | Gailene Collin           | –    | Kingstown           |
| Singapur                             | Annie Lee Mei Ling       | 20   | Singapur            |
| Sri Lanka                            | Dlirukshi Wimalasooriya  | –    | Colombo             |
| Sudáfrica                            | Margaret Gardiner        | 18   | Ciudad del Cabo     |
| Suecia                               | Cécilia Rodhe            | 17   | Gotemburgo          |
| Suiza                                | Sylvia von Arx           | 20   | Liestal             |
| Surinam                              | Garrance Rustwijk        | 18   | Paramaribo          |
| Tahití                               | Pascaline Teriireoo      | –    | Papeete             |
| Tailandia                            | Pornpit Sakornvijit      | –    | Bangkok             |
| Trinidad y Tobago                    | Sophia Titus             | 18   | Puerto España       |
| Turquía                              | Billur Lutfiye Bingol    | 19   | Estambul            |
| Uruguay                              | María del Carmen da Rosa | –    | Salto               |
| Venezuela                            | Marisol Alfonzo          | 21   | Caracas             |